# Høvik IF
Høvik IF startades den 1 juni 1919 och är en idrottsförening från Høvik i Bærum i Norge. Klubben bedriver alpin skidsport, bandy och fotboll. Klubben håller till vid Høvikbanen. Klubbfärgerna är blått och vitt. Bandyherrarna tillhör Norges främsta, med flera säsonger i Norges högstadivision bakom sig. Man har också startat upp ett A-Lag i fotboll och satte  2011 igång ett konstgräsprojekt vid Høvikbanen.

### Fotnoter
1. ↑  André Strømnes (9 september 2016). ”Slik ble Høvik nesten doblet” (på norska). Budstikka. https://www.budstikka.no/hovik-if/fotball/sport/slik-ble-hovik-nesten-doblet/s/5-55-364009. Läst 29 september 2017.